# 葛樂士
葛樂士（1922年5月4日—2008年11月2日），美國外交官。

## 簡歷
生於中國北京。美國赴華傳教士之子。二戰期間的1942年，葛樂士以少尉階級加入美國海軍陸戰隊，與日軍作戰、並曾任太平洋戰區美軍情報官和日語解譯官，1946年退役。
加入美國國務院後，葛樂士於1949年6月擔任美國駐台北總領事館助理文化新聞官，1950年2月配屬至美國駐印尼大使館所屬，1951年11月任美國駐香港總領事館文化新聞官，1953年8月配屬於美國新聞署，1955年1月任美國駐吉隆坡總領事館（現美國駐馬來西亞大使館）政治官，1957年7月赴埃及任美國駐亞歷山卓總領事館副館長，1964年7月任美國駐賽普勒斯大使館副館長兼參贊，1966年7月美國駐英國大使館政治官，1967年7月至越南共和國西貢（現胡志明市）任美國國際開發署民事行動及革命發展支援計畫（民革計畫；CORDS）區域副主任。
1969年至1972年，葛樂士擔任美國駐新加坡大使。1974年至1977年擔任美國駐香港總領事。1979年成為第一任美國在台協會台北辦事處處長。1981年卸任後回國。